# Roberto Ordóñez
Roberto Antonio Ordóñez Wolfovich (n. Tegucigalpa, 16 de diciembre de 1959) es un ingeniero civil y político hondureño de ascendencia Polaca de parte de su madre. Actualmente es el ministro de la Secretaría de Energía  de Honduras.

## Biografía
Nació el 16 de diciembre de 1959 en la capital Tegucigalpa, Departamento de Francisco Morazán. Es hijo del reconocido banquero, político y filántropo Roberto C. Ordóñez, fallecido el 14 de septiembre de 2016. Sus hermanos son Roberto José, Miriam, Luisa Maria, Gustavo Adolfo, Sara Alicia y Kevin Ariel. Se graduó de Bachillerato en el Instituto San Francisco de Tegucigalpa y se tituló como Ingeniero Civil por la Universidad Nacional Autónoma de Honduras. Su maestría en Administración y construcción de proyectos la obtuvo en la Universidad de Texas A&M.

## Trayectoria política
Fue Coordinador General de Campaña del Partido Nacional de Honduras para las Elecciones generales de Honduras de 2013. El 12 de septiembre de 2014 fue anunciado como nuevo gerente de la Empresa Nacional de Energía Eléctrica (ENEE) en sustitución de Emil Hawit, dicho cargo lo sostuvo hasta el 15 de abril de 2016. El 20 de diciembre de 2013 se anunció que ocuparía el cargo de Ministro de Infraestructura y Energía, Obras Públicas y Transporte de Honduras durante la gestión presidencial del Abogado Juan Orlando Hernández (Periodo 2014-2018).